# SHINOBI (プロレスラー)
SHINOBI（シノビ、1972年1月5日 - ）は、忍者をモチーフにした日本の覆面レスラー。本名：山本 輝章（やまもと てるあき）。

## 経歴
プロレスラーになることを志すが高校卒業後、実家の理容店を継ぐため大阪の理容学校に進学。
理容学校卒業後、プロレスラーになる夢が断ち切れず、理容師への道を捨て土木工事などのアルバイトでメキシコへ渡るべく実費を稼ぐ。
1993年1月、メキシコへ渡り、エスペクトロ・ジュニア2号、弟のカダベル・デ・ウルトラトゥンバ（カオス・ジュニア）に師事する。師匠から徹底的にルチャリブレの基礎を叩き込まれる。同年、CMLLに入団。
1994年7月、CMLLピスタレボルシオン大会でアギラ・ソリタリア、オーニタ・ジュニアとタッグを組んで対エスペクトロ・ジュニア&ハビエル・クルス&モグール組戦でデビュー。
1995年4月に右膝の靭帯損傷と12月に右肘脱臼剥離骨折の怪我に泣かされる。その間、日本に一時帰国してI.W.A.JAPANに参戦。
1997年2月、CMLLがCMLL JAPANの名で日本に初上陸して全国ツアーを開催する際に、ブッキングと興行の開催にあたって指揮を執った。12月には後楽園ホールでアルカンヘル・デ・ラ・ムエルテの持つゲレーロ州ウェルター級王座に挑戦し王座を獲得。
1998年、CMLLを退団。12月、プロレス団体の設立準備を行うため日本に完全帰国。
1999年5月、生まれ故郷の中国地方にプロレス団体「VAMOS」を設立。7月25日、日南町社会体育館でVAMOSの旗揚げ戦を開催。
2000年、磁雷矢、SHIIBA、飛影と共にユニット「ルチャリブレ日本」を結成してプロレスリング華☆激に参戦。7月23日に行われた全日本プロレス日本武道館大会にて全日本プロレス初参戦。

## 得意技
シノビスープレックス

## タイトル歴
- ゲレーロ州ウェルター級王座